# Sascha Schwabacher
Sascha Schwabacher (* 29. Juli 1875 in Frankfurt am Main; † 5. Mai 1943 im KZ Theresienstadt) war eine  deutsche Kunsthistorikerin und Kunstjournalistin.

## Leben und Werk

### Kindheit und Studium
Sascha Schwabacher wurde am 29. Juli 1875 mit dem offiziellen Namen Sara Schwabacher als drittes von sieben Kindern des Chemiefabrikanten Michael Schwabacher (1848–1916) und seiner Ehefrau Fanny Sichel (1852–1907) in eine jüdische Familie geboren. Sie hatte drei Schwestern und drei Brüder. Zunächst besuchte sie ein höheres Töchterpensionat in Frankfurt am Main. Im Jahre 1901 zog sie im Alter von 26 Jahren nach Zürich, wo sie im April 1903 an einem Gymnasium die Reifeprüfung ablegte. Noch im selben Jahr begann sie an der Universität Zürich das Studium der Philosophie, wechselte jedoch bald zur Kunstgeschichte als Hauptfach. Später verbrachte sie mehrere Semester an Universitäten in Berlin, München und Heidelberg.
Ihre Lehrer waren u. a. die bekannten deutschsprachigen Kunsthistoriker Heinrich Wölfflin, Ludwig Justi und Adolph Goldschmidt. Promoviert wurde sie 1911 in Heidelberg als Doktor der Philosophie mit der Dissertation Die Stickereien nach Entwürfen des Antonio Pollaiuolo in der Opera di Santa Maria del Fiore zu Florenz.

### Journalistische Tätigkeit
Gemessen an der Zahl ihrer Veröffentlichungen, war Sascha Schwabacher wohl eine der bekanntesten Kunsthistorikerinnen der Weimarer Republik. Sie schrieb für viele Kunstzeitschriften der damaligen Zeit. Journalistisch tätig war sie z. B. für die folgenden Publikationen: Monatshefte für Kunstwissenschaft, Die Kunst für Alle, Innendekoration: mein Heim, mein Stolz, die Internationale Sammlerzeitung, Deutsche Kunst und Dekoration, Der Kunstwanderer von Adolph Donath und den Cicerone. Sie rezensierte zahlreiche Veröffentlichungen, die sich mit Kunst und Kultur beschäftigten und schrieb selbst viele Beiträge zu diesen Themen. Dabei scheute sie sich auch nicht, die Koryphäen der deutschen Kunstgeschichte zu kritisieren, wie beispielsweise Carl Einstein. Auch für Literaturzeitschriften, wie Das literarische Echo, war sie tätig.
1917 war sie Mitbegründerin der Vereinigung für Neue Kunst (VFNK), einer Gruppe von Kunsthistorikern und Künstlern, die das Ziel hatten, „eine Brücke zwischen Kunst und Welt“ zu schlagen und die zeitgenössischen Künstler durch Vorträge, Ausstellungen und Ankäufe zu fördern. Auch in den schweren Zeiten der 1920er Jahre unterstützte und förderte sie vor allem notleidende jüdische Künstlerinnen, deren soziale Lage oft noch schlechter war, als die ihrer männlichen Kollegen.
Für den Cicerone war sie von 1920 bis 1930 in dessen Zweigredaktion in Frankfurt am Main als feste redaktionelle Vertretung und somit als Korrespondentin für die Berichterstattung über die Kunst- und Kulturszene der Stadt verantwortlich. Auch für die Frankfurter Zeitung war sie etliche Jahre journalistisch tätig und hatte viele Beiträge auf den Titelseiten dieser Zeitung. Ende der 1920er Jahre lebte sie in Frankfurt in der Mendelssohnstraße 55. Laut Elazar Benyoëtz, dem Gründer der Bibliographia Judaica, war sie befreundet mit dem deutschen Schriftsteller und Dichter Emanuel von Bodman. Ebenfalls befreundet war sie mit dem Leiter des Städel Museums Georg Swarzenski, der auch Autor bei der Frankfurter Zeitung war.

### Deportation und Wiederentdeckung
In den 1930er Jahren schrieb sie auch regelmäßig im Gemeindeblatt für die Israelitische Gemeinde Frankfurt. So auch über die Malerin Sophie Blum-Lazarus, mit der sie ebenfalls befreundet war. Ihre Tätigkeit für das Gemeindeblatt hat dazu geführt, dass die in der Zwischenzeit in Vergessenheit geratene Kunsthistorikerin im Jahre 2022 wiederentdeckt wurde. In der Ausgabe Nr. 9 vom Mai 1935 schrieb sie über einen Atelierbesuch bei vier Frankfurter Malerinnen, die in der Nachkriegszeit ebenfalls aus dem Blickfeld geraten sind. Dabei handelte es sich um die jüdischen Künstlerinnen Rosy Lilienfeld, Amalie Seckbach, Erna Pinner und Ruth Cahn. Deren Wiederentdeckung über den Artikel von Sascha Schwabacher war im November 2022 Thema einer Ausstellung im Jüdischen Museum in Frankfurt.
Sascha Schwabacher beschrieb die Persönlichkeit der vier Künstlerinnen zu einer Zeit, als diese und auch sie selbst aufgrund der Repressionen des NS-Staates gegen die jüdischen Mitbürger nur noch begrenzte Arbeits- und Ausstellungs- bzw. Veröffentlichunsmöglichkeiten hatten. Außer ihren Veröffentlichungen im Gemeindeblatt für die Israelitische Gemeinde Frankfurt sind nach der Machtübernahme der Nazis keine weiteren Veröffentlichungen mehr in anderen Blättern bekannt. Auch über ihr Leben in dieser Zeit weiß man nichts. Es gibt keine Hinweise darauf, dass sie verheiratet war, oder Kinder hatte. Unbekannt ist auch, warum sie nicht emigriert ist. Dokumentiert ist, dass Sascha Schwabacher am 19. August 1942 als Nr. 853 mit dem Transport XII/1 von Frankfurt am Main in das KZ Theresienstadt deportiert und dort am 5. Mai 1943 ermordet wurde. An dem Transport beteiligt waren 1017 Personen, 998 wurden ermordet, 19 haben überlebt. Ihr letzter Wohnort vor der Deportation soll laut den Aufzeichnungen der Arolsen Archives die Eschersheimer Landstraße 39 in Frankfurt gewesen sein.

## Veröffentlichungen – Rezensionen (Auswahl)
- Sachsen-China - ein kunsthistorischer Roman von Peter Keller in: Das Literarische Echo Nr. 24 (15. September 1918), Seite 1001; Universität Innsbruck hist. Bestände, abger. 3. Juli 2024
- Die Graphik des Lucas van Leyden. Studien zur Entwicklungsgeschichte der holländischen Kunst im 16. Jahrhundert von Rosy Kahn; in: Monatshefte für Kunstwissenschaft, Bd. 14, Nr. 1 (April 1921), Seite 150–151
- Die Welt als Vorstellung. Ein Weg zur Kunstanschauung von Paul Westheim; in: Monatshefte für Kunstwissenschaft, Bd. 13, Nr. 1 (April 1920), Seite 134
- Funde und Vermutungen zu Dürer und zur Plastik seiner Zeit von Friedrich Haack; in: Monatshefte für Kunstwissenschaft, Bd. 11, Nr. 8 (1918), Seite 241–242
- Negerplastik von Karl Einstein; in: Monatshefte für Kunstwissenschaft, Bd. 9, Nr. 5 (1916), Seite 193–195
- Das Gesetz der Form. Briefe an Tote von Hermann Hefele; in: Monatshefte für Kunstwissenschaft, Bd. 13, Nr. 2 (1920), Seite 337–338
- Kunstbetrachtung und Naturgenuß von M. Seliger; in: Monatshefte für Kunstwissenschaft, Bd. 14, Nr. 2 (November 1921/22), Seite 282
- Das Holzschnittbuch von Paul Westheim; in: Monatshefte für Kunstwissenschaft, Bd. 15, Nr. 1/3 (Mai 1922), Seite 75
- Studien über Leonardo da Vinci von Wilhelm von Bode; in: Monatshefte für Kunstwissenschaft, Bd. 15, Nr. 10/12 (1922), Seite 330
- Holbein der Jüngere von Joseph Bernhart; in: Monatshefte für Kunstwissenschaft, Bd. 15, Nr. 10/12 (1922), Seite 329
- Alte Stoffe. Ein Leitfaden für Sammler und Liebhaber. Bibliothek für Kunst- und Antiquitätensammler von Paul Schulze; in: Monatshefte für Kunstwissenschaft, Bd. 12, Nr. 4 (1919), Seite 108–109
- Oskar Kokoschka von Paul Westheim; in: Adolph Donath: Der Kunstwanderer, (November 1920), Seite 128

## Veröffentlichungen – Eigene Themen (Auswahl)
- Die erste Ausstellung der Vereinigung für neue Kunst in Frankfurt am Main in: Der Cicerone Nr. 9 (1917), Seite 288-289; Heidelberger hist. Bestände, abger. 3. Juli 2024
- Die Impressionisten der Sammlung Calmondo im Louvre in: Der Cicerone Nr. 19 (1927), Seite 367-376; Heidelberger hist. Bestände, abger. 1. Juli 2024
- Über Sophie Blum-Lazarus in: Gemeindeblatt für die Israelitische Gemeinde Frankfurt, August 1936, abger. 1. Juli 2024
- Vom kunstgeschichtlichen Unterricht in: Der Cicerone Nr. 4 (1920), Seite 164; Heidelberger hist. Bestände, abger. 1. Juli 2024
- Moderne Bilder im Städel-Neubau in: Der Cicerone Nr. 24 (1923), Seite 1117; Heidelberger hist. Bestände, abger. 1. Juli 2024
- Die internationale Ausstellung für Kunst und Gewerbe 1925 in Paris in: Der Cicerone Nr. 15 (1925), Seite 740-746; Heidelberger hist. Bestände, abger. 1. Juli 2024
- Neue Künstler - Berthe Martinie in: Der Cicerone Nr. 4 (1926), Seite 136-1938; Heidelberger hist. Bestände, abger. 1. Juli 2024
- Kunstströmungen in: Deutsche Kunst und Dekoration Nr. 1 (Oktober 1923), Seite 61-62; Heidelberger hist. Bestände, abger. 1. Juli 2024
- Zur Psychologie der Mode in: Deutsche Kunst und Dekoration Bd. 53 (Oktober 1923-März 1924), Seite 142-144; Heidelberger hist. Bestände, abger. 1. Juli 2024
- Das Kino und die Kunst in: Deutsche Kunst und Dekoration Bd. 54 (April 1924-September 1924), Seite 44-46; Heidelberger hist. Bestände, abger. 1. Juli 2024
- Wandlung des Sehens durch die Kunst in: Deutsche Kunst und Dekoration Bd. 55 (Oktober 1924-März 1925), Seite 11-18; Heidelberger hist. Bestände, abger. 1. Juli 2024
- Zur Psychologie des Strassen-Bildes in: Deutsche Kunst und Dekoration Bd. 55 (Oktober 1924-März 1925), Seite 220-222; Heidelberger hist. Bestände, abger. 1. Juli 2024
- Kitsch und Kunst in: Deutsche Kunst und Dekoration Bd. 57 (Oktober 1925-März 1926), Seite 76; Heidelberger hist. Bestände, abger. 1. Juli 2024
- Zur Ästhetik unserer Zeit in: Deutsche Kunst und Dekoration Bd. 61 (Oktober 1927-März 1928), Seite 446-450; Heidelberger hist. Bestände, abger. 1. Juli 2024
- Renoir in: Deutsche Kunst und Dekoration Bd. 63 (Oktober 1928-März 1929), Seite 313-320; Heidelberger hist. Bestände, abger. 1. Juli 2024
- Neue Kunstliteratur in: Die Kunst für Alle 46. Jg. (1930-1932), Seite 264; Heidelberger hist. Bestände, abger. 1. Juli 2024
- Jahrbuch der jungen Kunst 1923, in: Frankfurter Zeitung, Ausgabe 10. Juni 1924, Nr. 427, Seite 2
- Die Kunsttheorie Conrad Fiedlers, in: Frankfurter Zeitung, Ausgabe 8. August 1911, Nr. 218, Seite 1
- Kunstpublikationen, in: Frankfurter Zeitung, Ausgabe 11. Dezember 1920, Nr. 919, Seite 1
- Wege zur Kunst, in: Frankfurter Zeitung, Ausgabe 27. Dezember 1920, Nr. 958, Seite 1
- Erziehung zur Kunst, in: Frankfurter Zeitung, Ausgabe 7. Januar 1913, Nr. 7, Seite 1